# Magliocco canino
Pour les articles homonymes, voir Magliocco.
Le magliocco canino est un cépage italien de raisins noirs.

## Origine et répartition géographique
Le magliocco canino serait une forme dégénérée du gaglioppo. Il est plus précoce avec une richesse moindre que le gaglioppo.
Il est classé recommandé ou autorisé dans les provinces Catanzaro et Cosenza de la  région Calabre. En 1998, il couvrait 1 561 ha.

## Caractères ampélographiques
- Extrémité du jeune rameau duveteux blanc verdâtre à liseré carminé.
- Jeunes feuilles aranéeuses, blanc jaunâtre.
- Feuilles adultes, à 5 lobes avec des sinus supérieurs en V ouvert, un sinus pétiolaire en U ou en lyre plus ou moins ouverts, des dents anguleuses, étroites, un limbe plus ou moins aranéeux.

## Potentiel technologique
Les grappes sont moyennes à grandes et les baies sont de taille moyenne. La grappe est conique ou pyramidale, ailée et lâche. Le cépage est de bonne vigueur préférant une taille courte. Le gaglioppo résiste moins bien à la sècheresse que le gaglioppo et il est sensible au mildiou et à l'oïdium.

## Synonymes
Le magliocco canino est connu sous le nom de magliocco ovale.